# Parafia św. Jana Pawła II w Luboniu
Parafia św. Jana Pawła II w Luboniu – pierwsza w archidiecezji poznańskiej parafia pod tym wezwaniem, powołana na mocy dekretu, jaki wydał Arcybiskup Metropolita Poznański – Stanisław Gądecki.
Wybudowany w latach 2008-2010 kościół parafialny powstał dzięki staraniom proboszcza parafii żabikowskiej – ks. Bernarda Cegły.
Przy parafialnym kościele znajduje się pomnik przyrody – głaz narzutowy „Petrus” oraz przepływa strumień Żabinka.